# Magnus Kihlstedt
Magnus Kihlstedt (ur. 29 lutego 1972 w Mundekal) – były szwedzki piłkarz występujący na pozycji bramkarza.

## Kariera klubowa
Magnus Kihlstedt zawodową karierę rozpoczynał w 1991 roku w IK Oddevold. Miejsce w podstawowej jedenastce tego zespołu wywalczył sobie w sezonie 1992, kiedy to wystąpił w 28 ligowych pojedynkach. W drużynie IK Oddevold szwedzki golkiper występował łącznie przez sześć lat, w trakcie których rozegrał 131 spotkań. W 1997 roku przeniósł się do norweskiego Lillestrøm SK. Tam także pełnił rolę pierwszego bramkarza, jednak po dwóch latach gry na Åråsen Stadion przeszedł do SK Brann. W nowym klubie Kihlstedt także stał się podstawowym golkiperem, a w 2000 roku sięgnął z nim po tytuł wicemistrza kraju. Sezon 2001/2002 Kihlstedt spędził w FC København. Następnie na krótki czas powrócił do Brann, by w sezonie 2002/2003 znów zostać zawodnikiem FC København. Razem z drużyną „Byens Hold” w 2003 i 2004 zdobył mistrzostwo, a w 2005 roku wicemistrzostwo Danii.

## Kariera reprezentacyjna
W reprezentacji Szwecji Kihlstedt zadebiutował w 1998 roku. Dwa lata później Lars Lagerbäck i Tomas Söderberg powołali go na Euro 2000. Na mistrzostwach Szwedzi zajęli ostatnie miejsce w swojej grupie i odpadli z turnieju. Pierwszym bramkarzem reprezentacji był wówczas Magnus Hedman, który bronił we wszystkich trzech spotkaniach. W 2002 roku Kihlstedt znalazł się w kadrze drużyny narodowej na mistrzostwa świata. Na boiskach Korei Południowej i Japonii „Blågult” w 1/8 finału przegrali po dogrywce z Senegalem 1:2. Na mundialu tym, ponownie jak na Euro 2000, podstawowym golkiperem reprezentacji Szwecji był Magnus Hedman. Ostatnim wielkim turniejem w karierze Kihlstedta były Mistrzostwa Europy 2004, na których między słupkami Szwedów stanął Andreas Isaksson. Zespół prowadzony przez trenerów Lagerbäcka i Söderberga został wyeliminowany w ćwierćfinale, kiedy to po rzutach karnych lepsi okazali się Holendrzy. Łącznie dla drużyny narodowej Kihlstedt rozegrał trzynaście meczów.